# Heteronyx pauxillus
Heteronyx pauxillus är en skalbaggsart som beskrevs av Blackburn 1910. Heteronyx pauxillus ingår i släktet Heteronyx och familjen Melolonthidae. Inga underarter finns listade i Catalogue of Life.